# Jardin botanique de New York

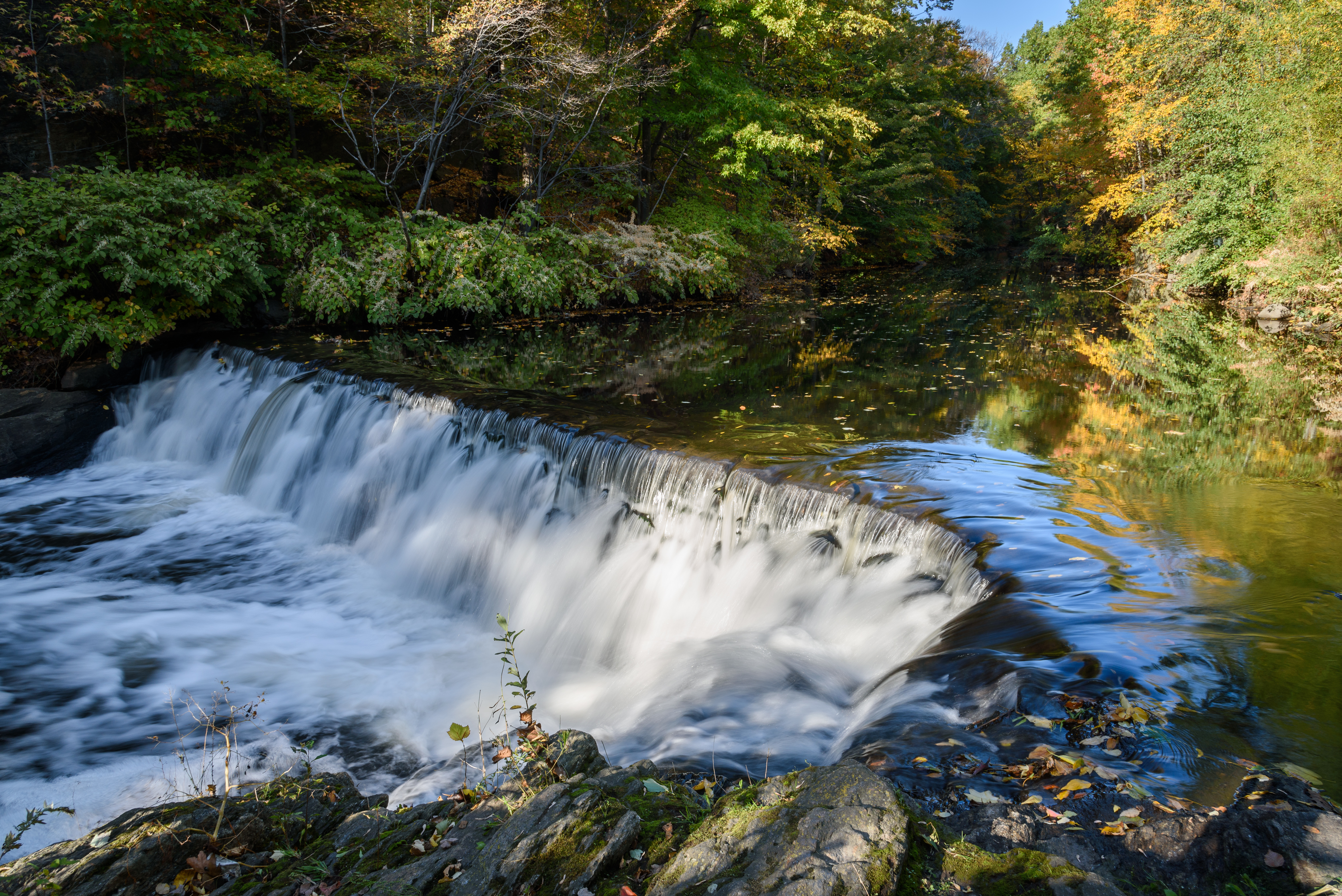
Une cascade sur la Bronx River dans le jardin botanique de New York. Octobre 2016.

Le jardin botanique de New York (New York Botanical Garden en anglais), situé à New York, est l'un des premiers jardins botaniques des États-Unis. Établi en 1891, il occupe 97 hectares du Bronx Park dans l'arrondissement du Bronx. Plus d'un million de personnes le visitent chaque année en moyenne. Depuis 1967, le jardin est classé comme un National Historic Landmark. 

## Situation
Le jardin botanique de New York est localisé entre le Bronx River Parkway (en), le Dr. Theodore L. Kazimiroff Boulevard (en) et la East Fordham Road qui le sépare du zoo du Bronx situé au sud.
Il accueille plusieurs laboratoires botaniques parmi les plus réputés au monde. Le complexe est composé de 48 jardins et collections de plantes différents. Les touristes visitant le jardin peuvent ainsi passer toute une journée  dans un parc de 200 000 m2 rempli de chênes, hêtres d'Amérique, cerisiers, bouleaux et frênes blancs, dont certains ont plus de 200 ans.

## Historique
Le jardin a été fondé en 1891 sur une partie du domaine «Belmont», propriété du magnat du tabac Pierre Lorillard IV (1833-1901) grâce à une collecte de fonds organisée par le botaniste de l'université Columbia Nathaniel Lord Britton (1859-1934) qui voulait suivre l'exemple des Jardins botaniques royaux de Kew situés près de Londres.

## Description
Parmi les autres lieux importants du parc, on retrouve une authentique serre en fer forgé datant des années 1890, et réalisée par Lord & Burnham, le Peggy Rockefeller Memorial Rose Garden (érigé par Beatrix Farrand en 1916), un jardin à la japonaise, et une exposition de conifères de 150 000 m2. En outre, le parc est muni de complexes de recherche, d'une bibliothèque de 50 000 ouvrages, ainsi que des archives d'herbiers qui recensent plus de sept millions d'espèces végétales, collectées durant les trois derniers siècles. Au cœur du Jardin, une forêt de 162 000 m2 restée vierge symbolise l'ancienne forêt qui recouvrait la ville de New York avant l'arrivée des colons européens au XVIIe siècle. La forêt elle-même est coupée en deux par la Bronx River, et comprend un petit canyon ainsi que des rapides. Le moulin à tabac Lorillard, situé sur ses rivages, remonte aux années 1840.

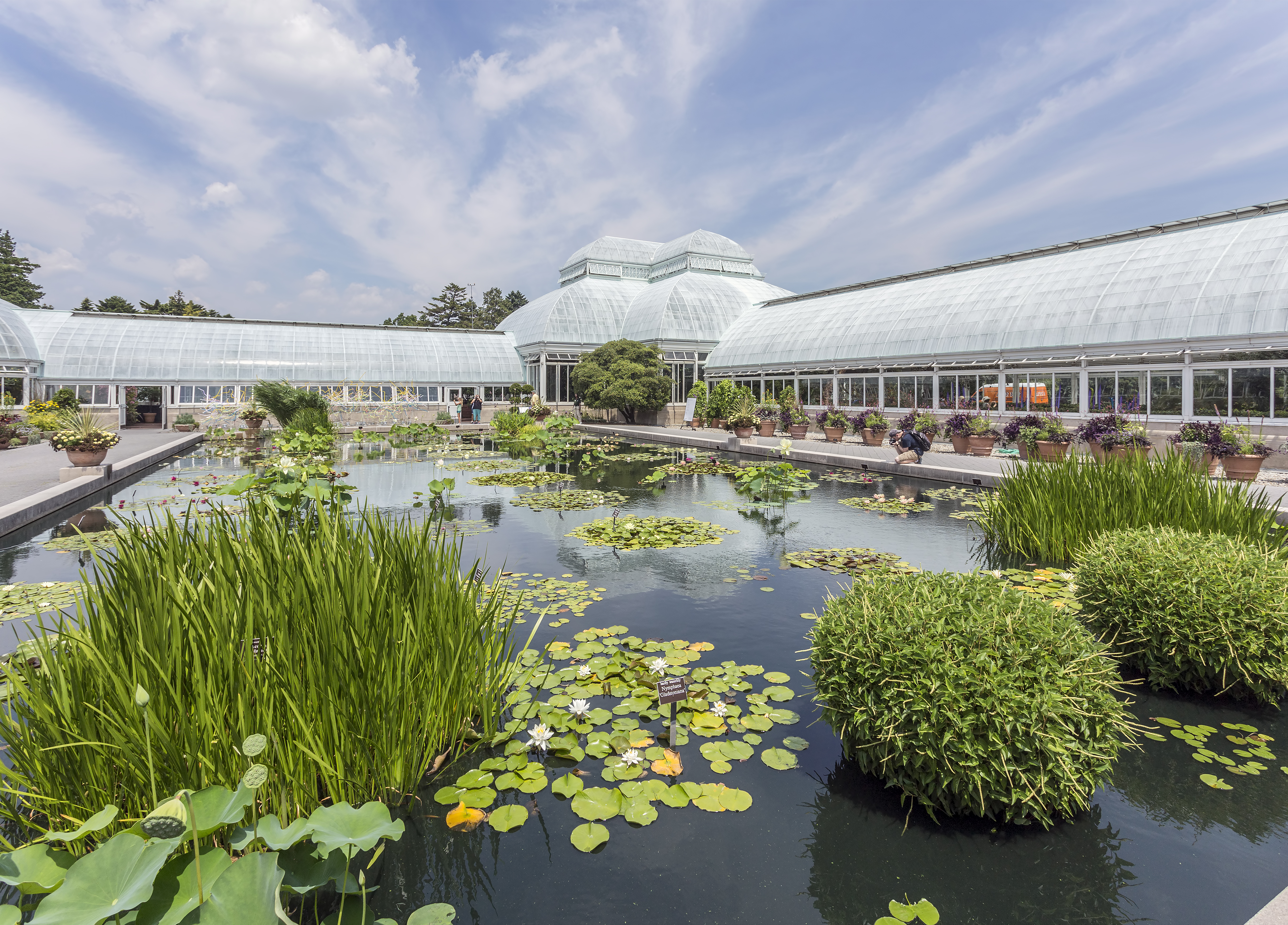
Conservatory.
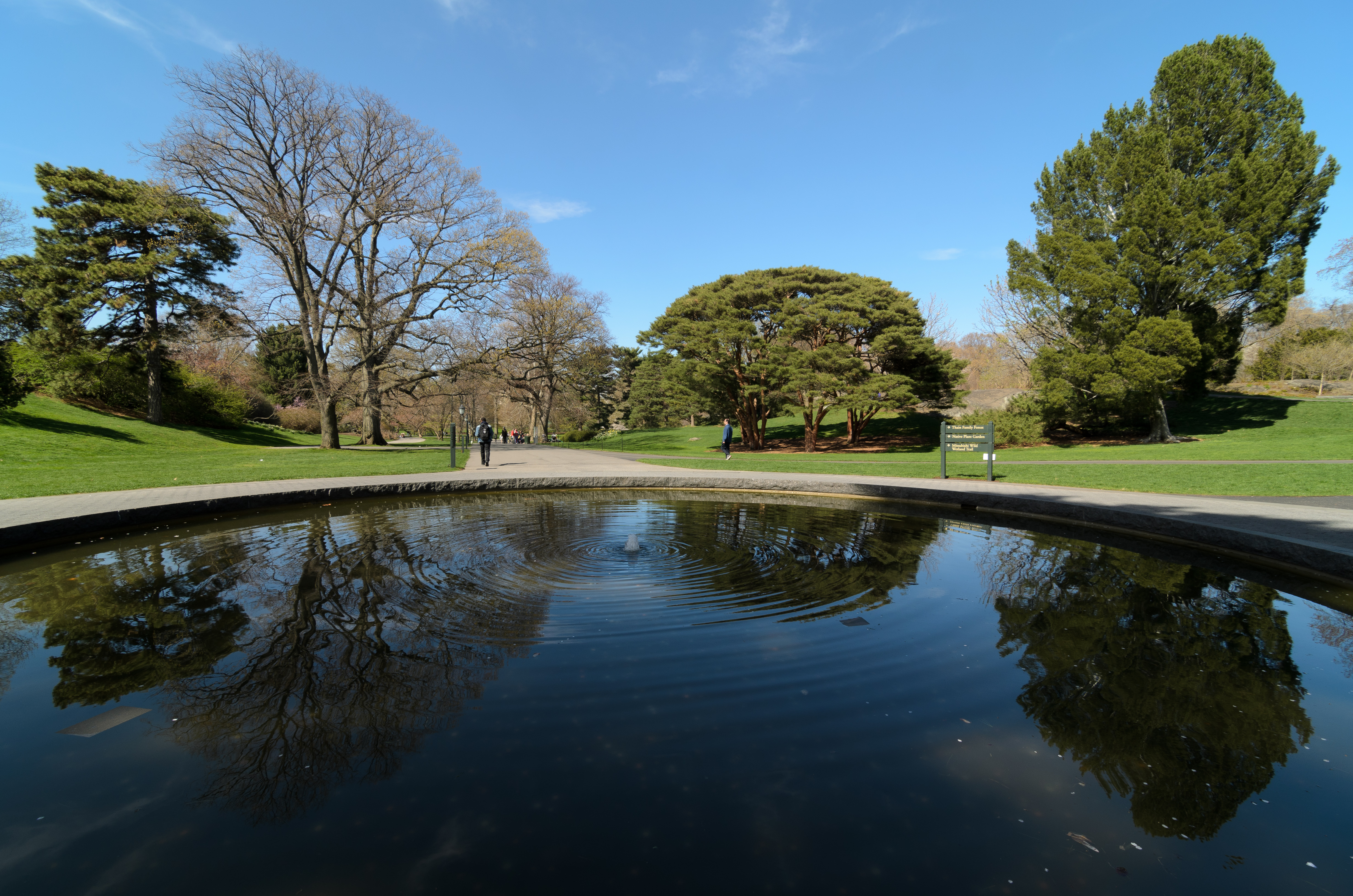
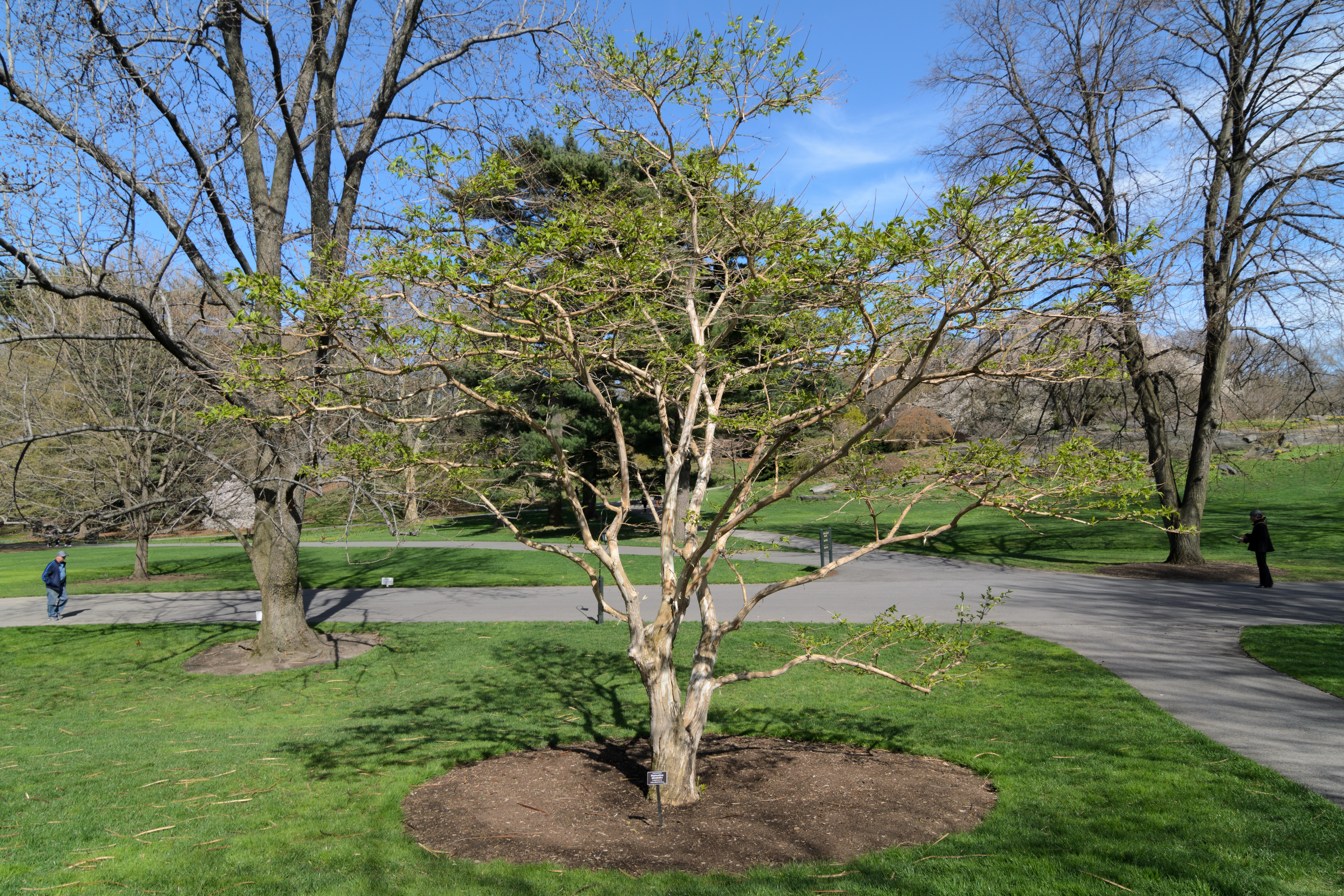
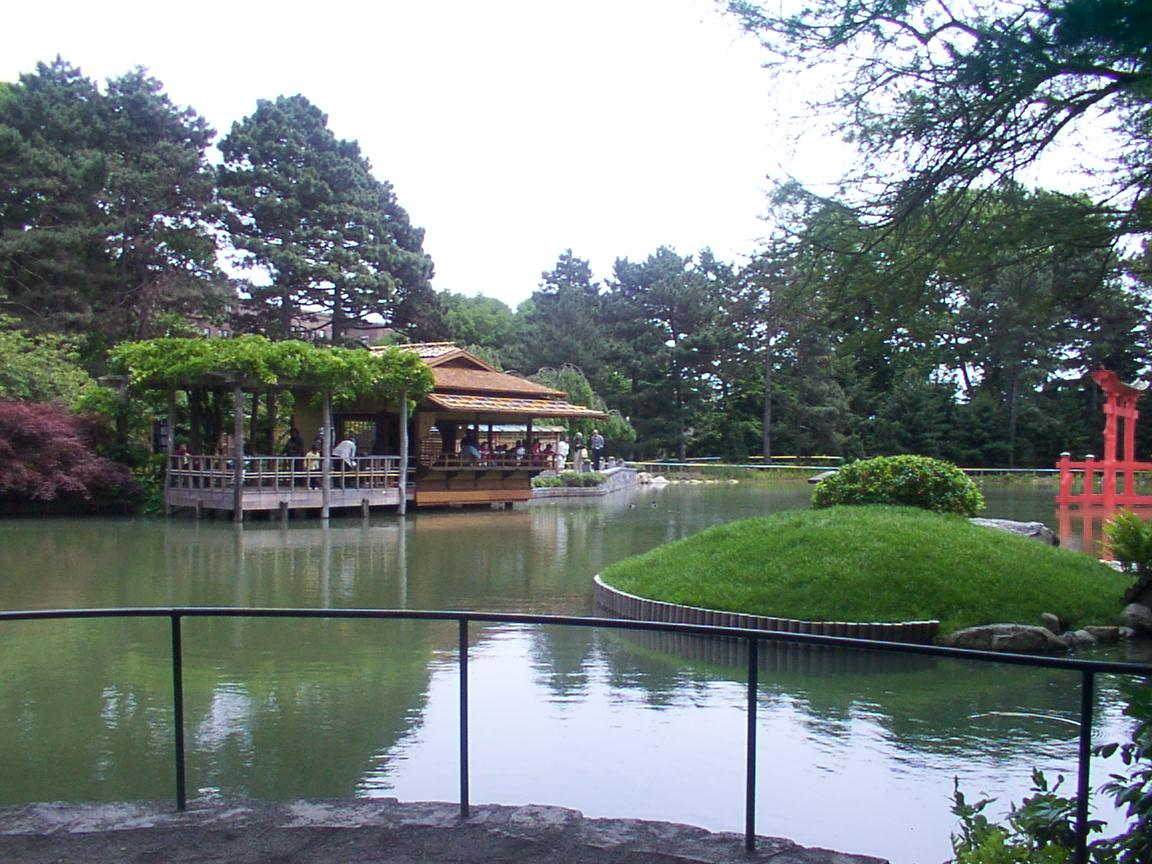